# مطالعه ملی رشد کودک
مطالعه ملی رشد کودک (انگلیسی: National Child Development Study) یک مطالعه طولی چند رشته‌ای مداوم است که زندگی ۱۷۴۱۵ نفر متولد شده در انگلستان، اسکاتلند و ولز از ۱۷۲۰۵ زن را در هفته ۳ تا ۹ مارس ۱۹۵۸ دنبال می‌کند. نتایج این مطالعه به کاهش مرگ و میر نوزادان کمک کرد. و در بهبود خدمات زایمان در انگلستان مؤثر بوده‌است.